# Perevalka
Perevalka (del ruso: Перевалка) es un posiólok del raión de Mostovskói del krai de Krasnodar, en Rusia. Está situado en la orilla izquierda del río Málaya Labá, constituyente del río Labá, de la cuenca del río Kubán, 40 km al sur de Mostovskói y 177 al sureste de Krasnodar, la capital del krai. Tenía 467 habitantes en 2010.
Pertenece al municipio Psebaiskoye.